# Dalhousie (Québec)
Pour les articles homonymes, voir Dalhousie.
Dalhousie ou Dalhousie Station est un village ou quartier compris dans le territoire de la municipalité de Saint-Télesphore au Québec (Canada).

## Géographie
La localité est située à l'extrême sud-ouest du Québec, à quelques mètres de la frontière ontarienne.
Les sols aux environs du village, profonds, ont un potentiel de rendement agricole élevé et sont appropriés pour une vaste gamme de cultures, ne présentant que des limitations modérées.
Le château d'eau, vestige de l'activité ferroviaire foisonnante, de même que la rue principale sont considérés par la municipalité régionale de comté comme ayant un intérêt patrimonial,. 

## Histoire
Le secteur s'est développé vers 1876 autour d'une gare du chemin de fer Canadien Pacifique.
Une église, la chapelle Sainte-Anne, est inaugurée en 1926. Avila Cuillerier dirige la construction. Le lieu de culte, aujourd'hui désacralisé, est orné de vitraux réalisés par Guido Nincheri.
Un couvent est ouvert en 1938.
En 1962, les activités industrielles sont orientées autour de la transformation agroalimentaire. On recense une boulangerie (Jean Dufort) ainsi qu'une beurrerie-fromagerie (Milk Products inc.). Cette dernière, qui employait 15 personnes, est détruite lors d'un incendie en 1976.
Un bureau de poste et une succursale de la Banque royale desservent le lieu pendant un temps.

### Déraillement de février 1977
Le 4 février 1977, un train de marchandise du Canadien Pacifique constitué de 79 wagons déraille en plein cœur du village. Un wagon-citerne se rompt et répand son contenu de 50 000 litres d'acide sulfurique,. Le train déraillé endommage un bâtiment abritant un bar et un hôtel, et l'acide brûle le revêtement de son stationnement. Une quinzaine de puits artésiens sont contaminés et doivent être condamnés. Le déversement atteint le ruisseau Saint-Patrice et l'acide fait fondre les joints d'étanchéité d'un ponceau. Le nettoyage est effectué en épandant de la soude caustique pour neutraliser l'acide.